# Gentilotti

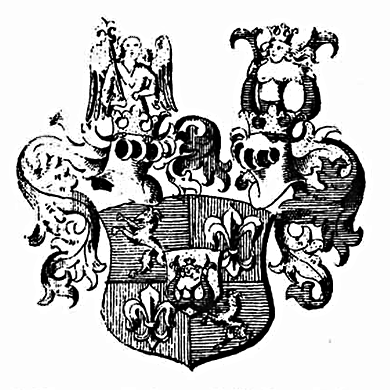
Stemma dei Gentilotti

I Gentilotti (anche Gentiloti, Gentilott, Zentilott) di Engelsbrunn erano una famiglia patrizia della Val Camonica, ammessa alla nobiltà interna austriaca nel 1617 e al rango baronale austriaco nel 1729.

## Storia
I Gentilotti provenivano dalla Val Camonica in provincia di Brescia, per poi recarsi in Val di Sole. 
Mattheus è citato a Trento nel 1533 come capomaestro e muratore e divenne ricco. Suo figlio Cornelio, dottore in giurisprudenza, fu più volte console di Trento. Dei suoi tre figli, Giambattista era medico a Wasserburg am Inn nel 1609, si trasferì in Stiria nel 1617 e divenne il medico personale dell'arciduca Leopoldo. Giovanni Benedetto, unico figlio di Giambattista, fu anche avvocato e console plurimo di Trento. I suoi due figli furono Giambattista (II), avvocato e cancelliere di Trento, e Giovanni Bernardo (I), parroco cittadino a Linz.
Nel 1617, l'arciduca Ferdinando II d'Asburgo nobilitò Gianbattista, suo fratello Augustino e Johannes Franz, prevosto a Völkermarkt e arcidiacono della Bassa Carinzia. Nel 1685 Leopoldo I d'Asburgo elevò Giovanni Benedetto e i suoi figli Gianbattista e Giovanni Bernardo al rango di cavalieri imperiali. Infine, nel 1729, Johann Franz von Gentilotti zu Engelsbrunn fu nominato da Carlo VI d'Asburgo al rango baronale austriaco.

## Personalità
- Giambattista Gentilotti, medico personale dell'arciduca Leopoldo
- Giovanni Benedetto Gentilotti (1672-1725), vescovo di Trento
- Johann Franz von Gentilotti (?-1751), cancelliere di corte di Salisburgo